# Capezzano Pianore
Capezzano Piànore è una frazione del comune di Camaiore, posta a circa 3,5 km a ovest in linea d'aria dal capoluogo.

## Storia
L'etimo deriva probabilmente dal latino Capitius e nella frazione (nella zona detta dell'Acquarella) sono stati recentemente scoperti i resti di una villa rustica romana, sovrapposti a un preesistente sito etrusco. Nella fattoria (per altro non ancora visitabile) era conservato un antico torchio, che veniva utilizzato per spremere le olive. Già all'epoca infatti nel territorio erano coltivati olivi e viti. Questa tipologia di villa si ritrova in tutto il comune di Camaiore e nel vicino comune di Massarosa, specialmente lungo le sponde del lago di Massaciuccoli. La maggior parte del territorio di Capezzano Pianore che va dalla Strada statale 439 Sarzanese Valdera alla ferrovia era zona paludosa, recuperata dalle acque in seguito a opere di bonifica nella prima metà dell'ottocento.
La frazione è sovrastata dal castello di Rotaio, una struttura del XIII secolo che dominava il tratto della via Francigena che andava verso Camaiore. Intorno al 1400 sorsero alcune locande dove oggi si trova la chiesa. Capezzano apparteneva già allora a Camaiore ed era un territorio ricco di legname, di pascoli e soprattutto di peschiere: lame d'acqua paludosa, che potevano essere utilizzate anche per la navigazione (pare che da Capezzano si potesse raggiungere sfruttando questi corsi d'acqua anche Pisa) e per la pesca (in particolari condizioni si potevano trovare anche pesci di mare). Fino al 1500 circa, infatti, il fiume di Camaiore, non ancora deviato nella Fossa dell'Abate, passava da Capezzano e sfociava nel porto di Motrone. Poi il fiume venne deviato e si iniziarono numerose opere di bonifica, tramite la creazione di numerosi fossi. Nel XVIII secolo furono portate a compimento le opere di bonifica e vennero aperti gli sfoci sul fiume nuovo in zona "Le Bocchette".
Nel 1800 incominciarono a colonizzare la zona bonificata i camaioresi (la maggioranza dei coloni proveniva dalle frazioni di Casoli e Vado), che all'inizio lavoravano le terre di proprietà comunale, poi le affrancarono diventandone proprietari. All'inizio abitavano in vere e proprie baracche o capanne e poi incominciarono a costruire le prime abitazioni in pietra. Ma poiché gli spostamenti all'epoca non erano facili, capitava spesso che i coloni fossero obbligati a sottrarsi alla messa domenicale e agli altri doveri religiosi. Questo creava molto disagio tra la popolazione dei colonizzatori di Capezzano, all'epoca molto religiosa; in virtù dell'alto numero di chiese dentro le mura della città e sparse tra le varie frazioni, dell'alto numero di suoi abitanti che si davano alla vita monastica e per la grande religiosità degli abitanti in generale, Camaiore era infatti chiamata l'anticamera del Vaticano. Così nel 1880-1882 fu fatta costruire da una ricca possidente locale la chiesa di Capezzano, che divenne così parrocchia. Questo portò a uno sviluppo del paese in modo esponenziale.
Nel territorio della frazione è situata la Villa Borbone delle Pianore, il cui corpo centrale risale al XVIII secolo. Nella prima metà del XIX secolo la villa fu acquistata da Maria Teresa di Savoia, Duchessa di Lucca, che ne fece una elegante ma modesta dimora di campagna. Dopo la fine del Ducato di Lucca e l'abdicazione del consorte Carlo Ludovico, che, nel 1849, rinunciò anche al Ducato di Parma, la Duchessa Maria Teresa elesse la Lucchesia e la Versilia, parti del vecchio Stato di Lucca, a suo luogo di residenza. In seguito la villa delle Pianore fu ereditata dal Principe Roberto, che affiancò al vecchio edificio un nuovo grandioso fabbricato, abbellendo anche l'ampio parco. A quel punto le Pianore divennero la residenza preferita dei Borbone - Parma, ormai privi di uno Stato da governare. Nella villa nacque nel 1892 Zita di Borbone-Parma, ultima imperatrice d'Austria, sposa dell'Arciduca Carlo di Asburgo-Lorena.
Da citare la presenza dell'ex Teatro Argentina, edificio liberty sorto nel 1922, divenuto cinema e caduto in disuso. L'edificio è stato restaurato nel luglio 2023.

## Infrastrutture e trasporti

### Strade
Le strade principali di Capezzano Pianore sono la Strada statale 439 Sarzanese e la via Italica.

### Ferrovie
La fermata Camaiore Lido-Capezzano, posta sulla linea Genova-Pisa, è servita dalle relazioni regionali Trenitalia svolte nell'ambito dei contratti di servizio stipulati con la Regione Toscana.

### Mobilità urbana
Il trasporto pubblico locale è garantito dalle autocorse gestite dalla società Autolinee Toscane.

## Società

### Tradizioni e folclore
- Aspettando la Befana
- Festa della birra
- Mostra della fragola, dei fiori e dei prodotti della nostra terra.
- La storica Filarmonica Versilia D.E.B.